# Gyeongju
Gyeongju (경주시?, 慶州市?, Gyeongju-siLR) è una città della Corea del Sud ed una delle più popolari mete turistiche del paese.
Si trova nell'angolo sudorientale della provincia del Gyeongsang Settentrionale, sulla costa occidentale del mar del Giappone. Le città vicine comprendono i centri industriali di Ulsan e Pohang. Intorno alla città sono sparse numerose montagne basse, propaggini della catena dei Taebaek. Gyeongju confina a sud-ovest con Cheongdo e a nord-ovest con Yeongcheon. Distante 50 km da Busan, è bagnata ad est dal mare.

## Geografia fisica
La maggior parte di Gyeongju si trova nel bacino di Gyeongsang, ma alcune zone della città appartengono al bacino di Pohang, per esempio parte di Yangbuk-myeon e di Cheonbuk-myeon. Il bacino di Gyeongsang è costituito soprattutto da strati di rocce di granito e porfido. Al contrario, le aree del bacino di Pohang son costituite da strati di roccia formatisi durante il Cenozoico, che consistono in rocce ignee, sedimentarie, porfido, sabbia e tufo.
Basse montagne sono diffuse in tutto il territorio di Gyeongju. Le più alte di queste sono i monti Taebaek, che attraversano il confine occidentale della città. Il punto più alto di Gyeonju è il monte Munbok, con un'altitudine di 1014 metri sopra il livello del mare. A est dei Taebaek altri picchi, come il Danseok, appartengono alla catena dei monti Jusa. Le cime dell'est della città includono il monte Tohan, appartenente ai monti Hean e ai Dongdae.

### Clima
Gyeongju ha quattro stagioni distinte. Grazie al suo clima continentale, ci sono grandi differenze di temperatura: essendo un bacino, la zona interna è costituita da temperature più elevate durante l'estate rispetto alle zone costiere della città. La città registra 1157 mm di precipitazioni all'anno e una temperatura media di 12,5 °C. I tifoni attraversano la regione da tre a quattro volte ogni estate.

## Storia
Gyeongju è stata la capitale della dinastia Silla (57 a.C – 935), periodo d'oro dell'antica civilizzazione coreana. Silla dapprima era un piccolo stato tribale chiamato Saroguk, formatosi, secondo le cronache dinastiche di Silla, nel 57 a.C. Durante questo periodo, la città non si chiamava Gyeongju ma "Seorabeol" (Capitale) o "Geumseong" (Città d'oro). Silla prese sempre più potere ed una volta alleatasi con la dinastia Tang, riuscì a sconfiggere i vicini regni di Goguryeo (37 a.C. – 668) e Baekje (18 a.C. – 660), unificando il territorio. La scienza e la cultura fiorirono e Silla diventò un regno forte, capace di interagire attivamente con Cina e Giappone e con il mondo islamico dell'Asia occidentale. Gyeongju diventò una città internazionale, centro politico e sociale. La città raggiunse il suo apice nell'VIII secolo, quando per dimensioni e importanza uguagliava Costantinopoli (l'attuale Istanbul), Baghdad (attuale Iraq) e Chang'an (Xian) della dinastia Tang in Cina.
Tuttavia, alla fine del IX secolo, il regno di Silla, e con esso anche Gyeongju, iniziò il suo declino. Nel 927 infatti Gyeongju venne saccheggiata e nel 935 fu fondata la dinastia Goryeo (935-1392), ponendo definitivamente fine alla dinastia Silla. Da qui in avanti Gyeongju non fu più la capitale della penisola. La sua importanza è andata via via diminuendo, fino all'inizio del XX secolo, quando grazie a innumerevoli scavi archeologici sono stati riportati alla luce molti tesori, tra cui le famose tombe.

## Monumenti e luoghi d'interesse
Il Comitato del Patrimonio Mondiale dell'UNESCO ha iscritto 52 aree storiche di Gyeongju nella Lista del Patrimonio Mondiale del 2000.

### Monte Nam
A sud di Gyeongju si trova il monte Nam, noto anche come Namsan e tradotto "montagna a sud", il quale ha due picchi prominenti, Gowibong (494 m) e Geumobong (468 m). L'area del monte Nam è un museo buddhista a cielo aperto contenente templi, pagode di pietra, lanterne e piedistalli a forma di loto. Nella maggior parte dei casi, i siti non si distinguono, perché armonizzati con l'ambiente naturale, come ad esempio le immagini di Buddha e Bodhisattva scolpite nelle rocce. Ne è un esempio l'immagine del Bodhisattva dell'eremo di Sinseonam, scolpito in altorilievo su una roccia. Stilisticamente raro per il regno di Silla, questo Bodhisattva alto 1.4m è stato scolpito seduto in una postura giocosa, o "Lalita", mentre il volto rotondo è solenne.

### Wolseong e Imhaejeon
La fortezza di Wolseong, chiamata anche Banwolseong ("fortezza a mezza luna") per via della sua forma, circondava il palazzo principale, residenza di tutti i re di Silla. Secondo il Samguk sagi "le mura sono state costruite e chiamate Wolseong nel 22º anno di re Pasa (80-112) e il re si trasferì lì nel settimo mese dell'anno". I muri della fortezza, di cui sono rimaste solo le rovine, erano stati costruiti con pietre e fango a nord, est e ovest, mentre l'estremità a sud era segnata da un ruscello e da un dirupo naturale. La porta che si trovava ad est conduceva al secondo palazzo più importante, quello del principe ereditario, chiamato anche Imhaejeon ("padiglione sul mare"). Questo complesso comprende anche a nord-est lo stagno artificiale di Anapji ("stagno di oche e anatre") costruito dal re Munmu nel 674, e il Cheomseongdae, il più antico osservatorio astronomico ancora esistente in Asia orientale, che risale al VII secolo. Altre costruzioni nella zona a nord della foresta di Gyerim e intorno al distretto Seongdong-dong erano probabilmente palazzi aggiuntivi.

### Parco dei tumuli
Il parco dei tumuli è composto da circa 150 collinette di terra costruite tra il V e il VI secolo. Sotto a ciascuna di queste collinette si trovano le tombe di re, regine e nobili del periodo di Silla. I tumuli possono variare da un massimo di 23 metri di altezza a meno di un metro, il che li rende difficili da identificare. Solo alcune di queste tombe sono state aperte e analizzate, ma nella maggior parte dei casi non si sa a chi appartenessero in quanto non ci sono iscrizioni.
Di solito la tomba era di legno e veniva posta sottoterra, o sul terreno ma coperta da un primo strato di rocce e poi da un secondo strato di terra. I due strati potevano essere molto pesanti, tanto che a volte la tomba veniva schiacciata dal peso. Ciò nonostante, all'interno delle tombe sono stati ritrovati molti artefatti, come corone ed accessori d'oro, ceramiche, molti artefatti in vetro provenienti dal Mediterraneo e anche armi. Gli oggetti ritrovati suggeriscono che ci sono stati degli scambi tra Silla, Manciuria, Mongolia e Giappone.
L'unica tomba aperta al pubblico è quella del "cavallo divino" (Cheonmachong), dove la camera di sepoltura non si trovava sottoterra ma è stata posta sul terreno e poi coperta da cumuli di pietra e fango. All'interno di questa tomba fu trovata una corona d'oro, tesoro nazionale n. 188 dal 1978. La Grande tomba di Hwangnam (Hwangnam Daechong) è invece la più grande tomba esistente. È formata da due tumuli, uno a nord e uno a sud, entrambi alti circa 23 metri. Nel tumulo a sud, il primo costruito, è stato ritrovato il corpo di un uomo, mentre in quello a nord il corpo di una donna, identificabile da una cintura in argento con l'iscrizione "pu in dae", "cintura di una donna".

### Hwangnyongsa
Il Hwangnyongsa era il più grande tempio Buddista di Silla. La leggenda narra che nel 553 mentre il re Jinheung stava costruendo un palazzo a est di Wolseong vide un drago giallo scendere dal cielo. Il re, che credeva fermamente nel Buddismo, al posto del palazzo decise di costruire un tempio e chiamarlo Hwangnyongsa ("tempio del Drago Giallo"). La costruzione fu completata nel 754 ed il tempio fu il più grande tempio Buddista dell'Asia dell'est per circa 600 anni, prima che venisse bruciato durante le invasioni dei Mongoli nel 1238, lasciandone solo le pietre di fondazione e alcune statue.

### Area delle fortezze
La fortezza di montagna di Myeonghwal è l'unica fortezza di montagna di Silla inclusa nelle aree Patrimonio dell'Umanità. Essendo Gyeongju una città circondata da montagne, essa aveva linee di difesa naturali. Ma Myeonghwal, costruita circa nel 400, insieme alle fortezze sul monte Nam e sul monte Seondo, contribuì notevolmente alla difesa della città contro i giapponesi. Per un breve lasso di tempo, Myeonghwal fu utilizzato anche come palazzo temporaneo ed era costituito da due castelli, Toseon e Seokseong.

## Geografia antropica

### Suddivisioni amministrative
| Mappa                                             | #              | Luogo  | Popolazione (2007) | Famiglia | Area ㎢ | #               | Luogo  | Popolazione | Famiglia | Area ㎢ |
| ------------------------------------------------- | -------------- | ------ | ------------------ | -------- | ------- | --------------- | ------ | ----------- | -------- | ------- |
| Mappa delle divisioni amministrative di Gyeongju. |                |        |                    |          |         |                 |        |             |          |         |
| 1                                                 | Sannae-myeon   | 3,561  | 1,779              | 142.6    | 13      | Seondo-dong     | 13,813 | 2,831       | 28.0     |         |
| 2                                                 | Seo-myeon      | 4,773  | 1,779              | 52.1     | 14      | Seonggeon-dong  | 18,378 | 7,562       | 6.4      |         |
| 3                                                 | Hyeongok-myeon | 16,829 | 5,726              | 55.7     | 15      | Hwangseong-dong | 29,660 | 9,415       | 3.8      |         |
| 4                                                 | Angang-eup     | 33,802 | 12,641             | 138.6    | 16      | Yonggang-dong   | 15,959 | 5,244       | 5.1      |         |
| 5                                                 | Gangdong-myeon | 8,834  | 3,659              | 81.4     | 17      | Bodeok-dong     | 2,296  | 977         | 81.0     |         |
| 6                                                 | Cheonbuk-myeon | 6,185  | 2,328              | 58.2     | 18      | Bulguk-dong     | 9,001  | 3,722       | 37.4     |         |
| 7                                                 | Yangbuk-myeon  | 4,535  | 2,026              | 120.1    | 19      | Hwangnam-dong   | 8,885  | 3,875       | 20.5     |         |
| 8                                                 | Gampo-eup      | 7,099  | 3,084              | 44.9     | 20      | Jungbu-dong     | 7,003  | 3,022       | 0.9      |         |
| 9                                                 | Yangnam-myeon  | 7,131  | 2,941              | 85.1     | 21      | Hwango-dong     | 10,225 | 4283        | 1.5      |         |
| 10                                                | Oedong-eup     | 19,006 | 6,965              | 109.8    | 22      | Dongcheon-dong  | 26,721 | 9,228       | 5.3      |         |
| 11                                                | Naenam-myeon   | 6,142  | 2,526              | 122.1    | 23      | Wolseong-dong   | 6,522  | 4,842       | 31.4     |         |
| 12                                                | Geoncheon-eup  | 11,217 | 4,533              | 92.4     |         |                 |        |             |          |         |

## Amministrazione

### Gemellaggi
Gyeongju è gemellata con:
- Nara, dal 1970
- Obama, dal 1977
- Pompei, dal 1985
- Versailles, dal 1987
- Xi'an, dal 1994
- Iksan, dal 1999
- Huế, dal 2007
- Nitra, 2014